# ATM (2015)
ATM ou Any Time Money é um filme de comédia malaio dirigido por Jespal Shanmughan em 2015. Estrelando no filme estão Bhagath Manuel e Jackie Shroff.